# Episodi di Steven Universe (quarta stagione)
La quarta stagione di Steven Universe è stata mandata in onda a seguire del "Summer of Steven" e della quale alcune tematiche non sono ancora ben chiare. È stato confermato da Matt Burnett che gli episodi di questa nuova stagione sarebbero stati mandati in onda durante l'autunno del 2016 per poi proseguire, con marcate pause tra gli episodi che, come sottolineato sempre dallo stesso Burnett, sarebbero state necessarie per rifornire la scorta di episodi. Nella quarta stagione vennero inseriti anche tre episodi originariamente inseriti nella terza e poi spostati: "Gem Harvest", "Tiger Philanthropist" e "Last One Out of Beach City".
La stagione, inizialmente programmata per averne ventisei, è composta di venticinque episodi (anche stavolta ventiquattro più uno speciale di durata doppia) e ha debuttato con i due episodi "Kindergarten Kid" e "Know Your Fusion", originariamente facenti parte della terza stagione, che hanno avuto il fine di fungere da finale del "Summer of Steven". A partire da "Buddy's Book" gli episodi della serie furono trasmessi a cadenza settimanale fino a "Onion Gang", dopo il quale la serie è andata in pausa riprendendo in seguito con la messa in onda di "Gem Harvest".
Il 7 ottobre 2016 la pagina Facebook della serie rivela una piccola clip dell'episodio "Gem Harvest" (pubblicata il giorno prima anche su YouTube da Cartoon Network), aggiungendo che questo sarebbe andato in onda a novembre. Viene in seguito rivelato che "Gem Harvest" sarebbe stato uno speciale di ventidue minuti (come per "Bismuth") che compone il 111º e il 112º episodio della serie.
Al NYCC 2016 venne inoltre rivelato "Three Gems and a Baby", un altro episodio della stagione anticipato mediante l'esibizione di Tom Scharpling e Rebecca Sugar in "I Could Never Be Ready", canzone presente nell'episodio. Il 1º novembre 2016 venne annunciato che l'episodio "Gem Harvest", dopo una pausa della serie durata due mesi, sarebbe andato in onda il 17 novembre assieme ai nuovi episodi di altre serie animate di Cartoon Network, che avrebbero visto la messa in onda in quei giorni. Inizialmente programmata per debuttare a febbraio 2017, la stagione in Italia è stata trasmessa in prima visione dal 2 maggio dello stesso anno al 19 gennaio 2018, sempre sulla rete Cartoon Network.
Il 21 dicembre 2016, dopo un'ulteriore pausa dopo la messa in onda di "Three Gems and a Baby", venne annunciato mediante la pagina Facebook della serie che essa avrebbe ripreso il 30 gennaio 2017 con la messa in onda di "Steven's Dream" e "Adventures in Light Distortion". Il 3 gennaio 2017 però, a quanto pare a causa di incomprensioni interne a Cartoon Network, gli episodi annunciati vengono distribuiti sull'applicazione americana ufficiale della rete con quasi un mese di anticipo rispetto alla data di messa in onda televisiva: infatti l'unico episodio che sembra avrebbe dovuto essere caricato era "Steven's Dream", inserito nella promozione "See It First" ("Guardalo per primo") che Cartoon Network fa ai fruitori dell'app proprietaria per dispositivi mobili.
Dopo un'altra pausa circa di un mese e mezzo dalla messa in onda di "Room for Ruby", il 21 aprile 2017 viene annunciato mediante la pagina Facebook della serie che gli ultimi cinque episodi della stagione sarebbero andati in onda tra l'8 e l'11 maggio, in quello definito lo "Spring Break Arc".
| Nº tot. | Nº  | Titolo originale               | Titolo italiano                    | Prima USA                                                    | Prima TV Italia | Sinossi                                                                              |
| ------- | --- | ------------------------------ | ---------------------------------- | ------------------------------------------------------------ | --------------- | ------------------------------------------------------------------------------------ |
| 104     | 1   | Kindergarten Kid               | Il ragazzo del Giardino d'infanzia | 11 agosto 2016                                               | 2 maggio 2017   | Un "mostruoso" problema spunta fuori.                                                |
| 105     | 2   | Know Your Fusion               | Conosci la tua Fusione             | 12 agosto 2016                                               | 2 maggio 2017   | Sardonice tiene un late show con ospite Quarzo Fumé.                                 |
| 106     | 3   | Buddy's Book                   | Il diario di Buddy                 | 18 agosto 2016                                               | 3 maggio 2017   | Steven fa un salto in biblioteca con Connie e ritrova un antico e perduto libro.     |
| 107     | 4   | Mindful Education              | Una Fusione armonica               | 25 agosto 2016                                               | 3 maggio 2017   | Steven e Connie imparano a concentrarsi meglio.                                      |
| 108     | 5   | Future Boy Zoltron             | Prevedere il futuro                | 1º settembre 2016                                            | 4 maggio 2017   | Steven si mette a prevedere il futuro dei visitatori del parco giochi.               |
| 109     | 6   | Last One Out of Beach City     | Il concerto rock                   | 8 settembre 2016                                             | 4 maggio 2017   | Steven, Perla e Ametista assistono a un concerto rock.                               |
| 110     | 7   | Onion Gang                     | La banda di Cipollo                | 15 settembre 2016                                            | 5 maggio 2017   | Steven scopre gli amici segreti di Cipollo.                                          |
| 111-112 | 8-9 | Gem Harvest                    | Una famiglia allargata             | 17 novembre 2016                                             | 2017            | Una visita autunnale di Steven al fienile porta nella sua vita un nuovo sconosciuto. |
| 113     | 10  | Three Gems and a Baby          | Il rapimento di Steven             | 1º dicembre 2016                                             | 5 maggio 2017   | Greg racconta a Steven del loro primo inverno passato assieme.                       |
| 114     | 11  | Steven's Dream                 | Il sogno di Steven                 | 2 gennaio 2017 (su Cartoon Network App) 30 gennaio 2017 (TV) | 9 maggio 2017   | Uno strano sogno induce Steven a cercare delle risposte.                             |
| 115     | 12  | Adventures in Light Distortion | Verso lo zoo                       | 30 gennaio 2017                                              | 10 maggio 2017  | Steven e le Gemme partono per una missione di ricerca e recupero.                    |
| 116     | 13  | Gem Heist                      | Lo zoo umano                       | 31 gennaio 2017                                              | 10 maggio 2017  | Le Gemme tentano di portare a termine un colpo.                                      |
| 117     | 14  | The Zoo                        | Lo Zoo                             | 1º febbraio 2017                                             | 11 maggio 2017  | Steven visita uno zoo speciale.                                                      |
| 118     | 15  | That Will Be All               | Per ora è tutto                    | 2 febbraio 2017                                              | 11 maggio 2017  | Steven e le Gemme compiono un'audace fuga!                                           |
| 119     | 16  | The New Crystal Gems           | Le Nuove Crystal Gems              | 10 febbraio 2017                                             | 8 gennaio 2018  | Connie aiuta a badare a Beach City mentre Steven è impegnato.                        |
| 120     | 17  | Storm in the Room              | Madre e figlio                     | 17 febbraio 2017                                             | 11 gennaio 2018 | Steven va nella sua stanza nel Tempio in cerca di risposte.                          |
| 121     | 18  | Rocknaldo                      | Un alleato invadente               | 24 febbraio 2017                                             | 9 gennaio 2018  | Ronaldo intende trovare tutte le persone roccia che vivono a Beach City!             |
| 122     | 19  | Tiger Philanthropist           | L'ultimo incontro                  | 3 marzo 2017                                                 | 10 gennaio 2018 | Steven torna sul ring per continuare la sua odissea nel wrestling professionistico.  |
| 123     | 20  | Room for Ruby                  | Un posto per Rubino                | 10 marzo 2017                                                | 12 gennaio 2018 | La famiglia di Gemme di Steven continua ad allargarsi.                               |
| 124     | 21  | Lion 4: Alternate Ending       | Un'altra videocassetta             | 5 maggio 2017 (su Cartoon Network App) 8 maggio 2017 (TV)    | 15 gennaio 2018 | Quando Leone sputa fuori una chiave magica, Steven parte alla ricerca di cosa apra.  |
| 125     | 22  | Doug Out                       | Inseguimento notturno              | 5 maggio 2017 (su Cartoon Network App) 9 maggio 2017 (TV)    | 16 gennaio 2018 | Steven e Connie si uniscono al padre di Connie nel suo turno di vigilanza.           |
| 126     | 23  | The Good Lars                  | Il dolce di Lars                   | 5 maggio 2017 (su Cartoon Network App) 10 maggio 2017 (TV)   | 17 gennaio 2018 | Steven, Lars e Sadie vengono invitati a una festa con i "ragazzi fichi".             |
| 127     | 24  | Are You My Dad?                | Amici scomparsi                    | 5 maggio 2017 (su Cartoon Network App) 11 maggio 2017 (TV)   | 18 gennaio 2018 | La gente sparisce da Beach City, e Steven prova a risolvere il mistero.              |
| 128     | 25  | I Am My Mom                    | La scelta                          | 5 maggio 2017 (su Cartoon Network App) 11 maggio 2017 (TV)   | 19 gennaio 2018 | Steven si sforza di riparare ai suoi errori.                                         |